# Manoir de Kerandraou
Le manoir de Kerandraou ou manoir de la Villebasse est une ancienne maison noble, de la fin du XIVe siècle, située à  Troguéry, en France.

## Localisation
Le manoir est situé sur le territoire de la commune de Troguéry, dans le département des Côtes-d'Armor, en région Bretagne..

## Description
Le manoir se présente sous la forme d'un logis, de plan quadrangulaire, haut d'un étage sur rez-de-chaussée, avec une tour cylindrique hors-œuvre au milieu de la façade renfermant un escalier à vis. Au rez-de-chaussée se situent la cuisine et une autre salle, séparées entre elles par le passage couvert. À l'étage l'appartement seigneurial : d'un côté une salle haute, une garde-robe équipée de latrines, et de l'autre, la chapelle domestique à usage privée qui communique directement avec la chambre seigneuriale pourvue également de latrines.
En face du logis se dressaient des salles et probablement des pièces de service, aujourd'hui disparues.

## Historique
Le manoir-porche de Kerandraou (ou la Villebasse) est l'un des plus anciens manoirs ruraux du département et remontrait à l’extrême fin du XIVe siècle. Une analyse par dendrochronologie sur un élément de charpente d'origine de la tour d'escalier situe la construction vers 1375-1400.
Au XVIIIe siècle, le manoir appartenait à la famille de Cornulier.
Le manoir et son colombier sont classés au titre des monuments historiques par arrêté du 16 octobre 2003.

## Galerie

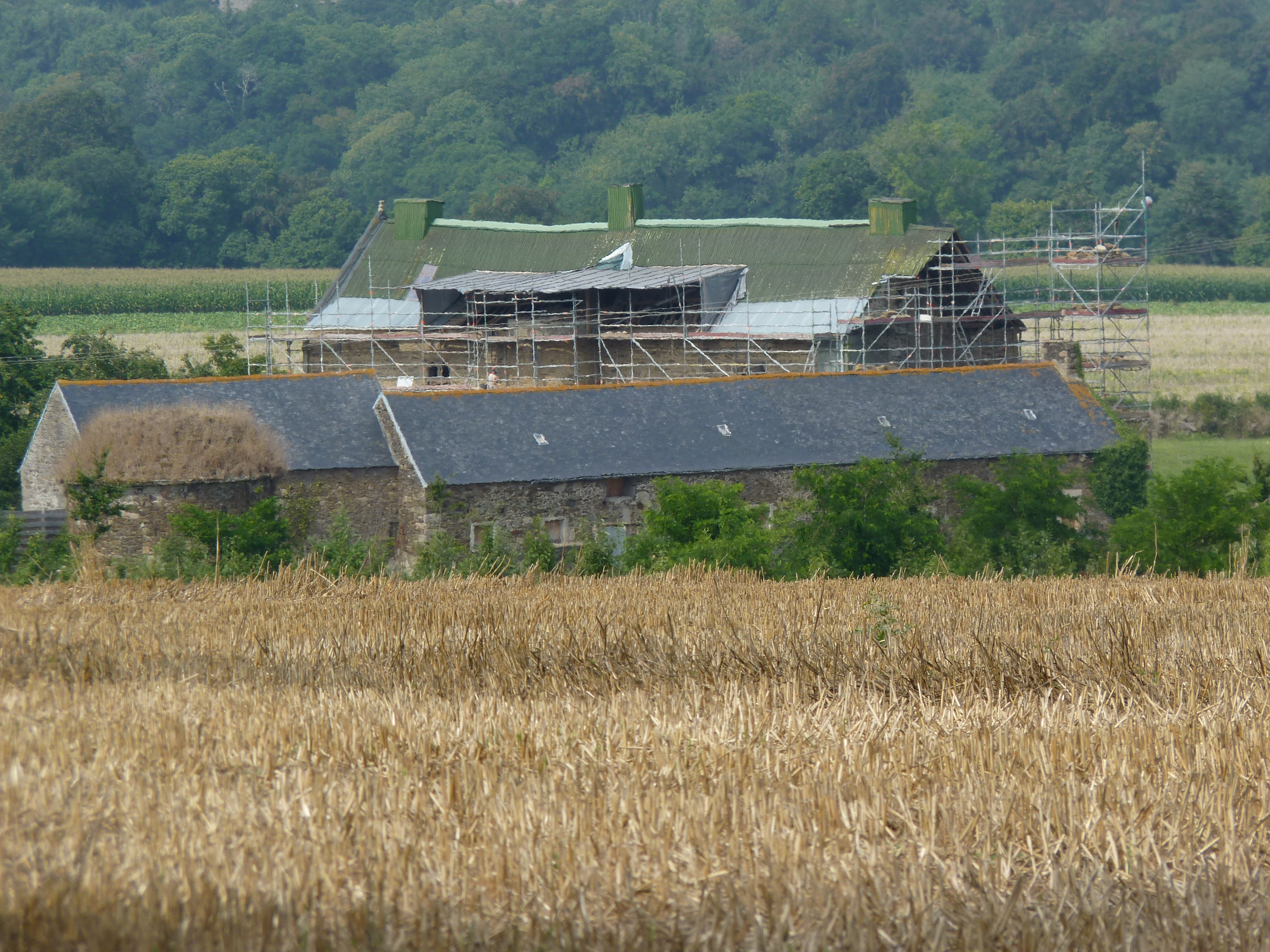
Vue d'ensemble (en cours de restauration).
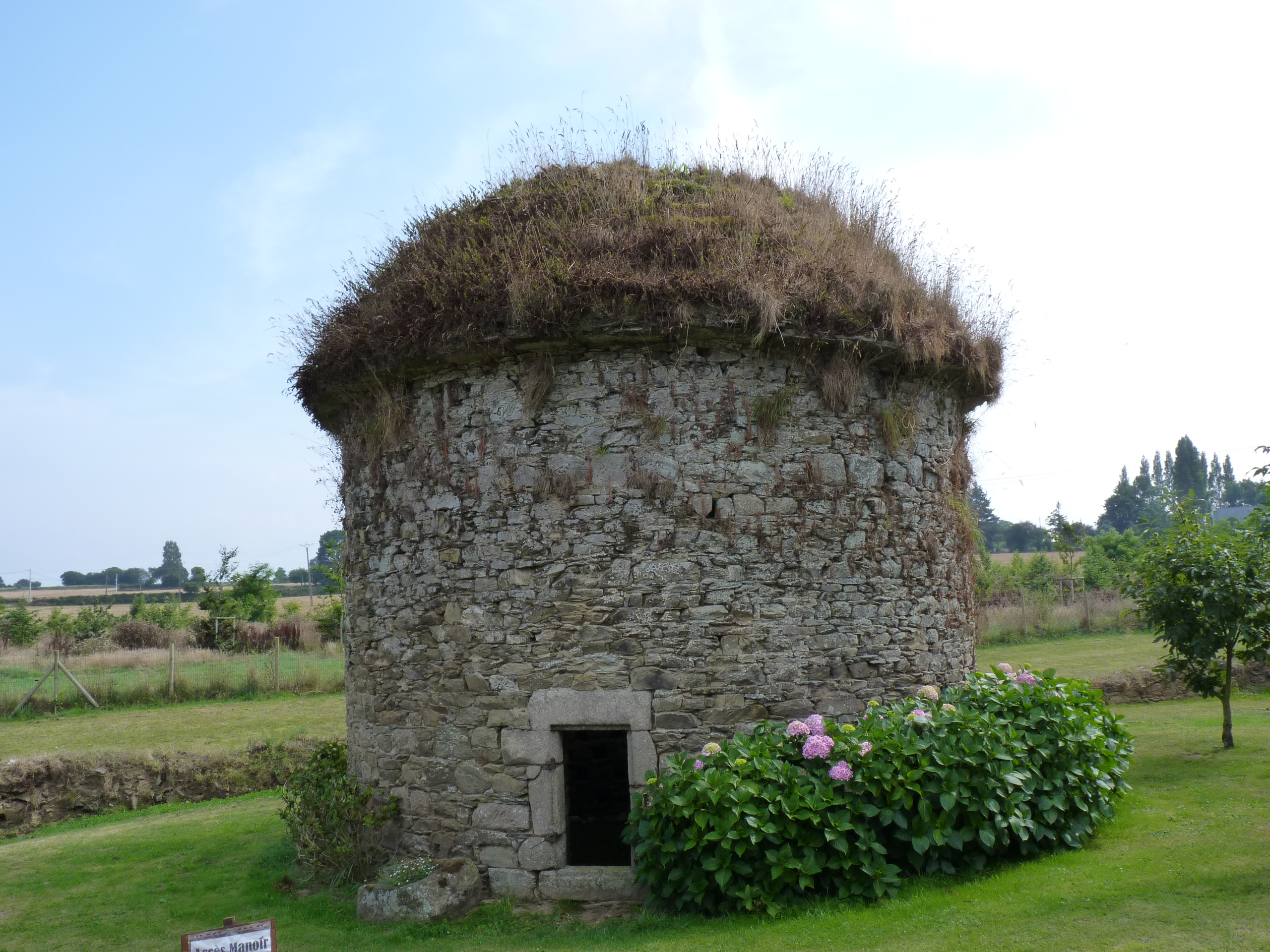
Colombier.
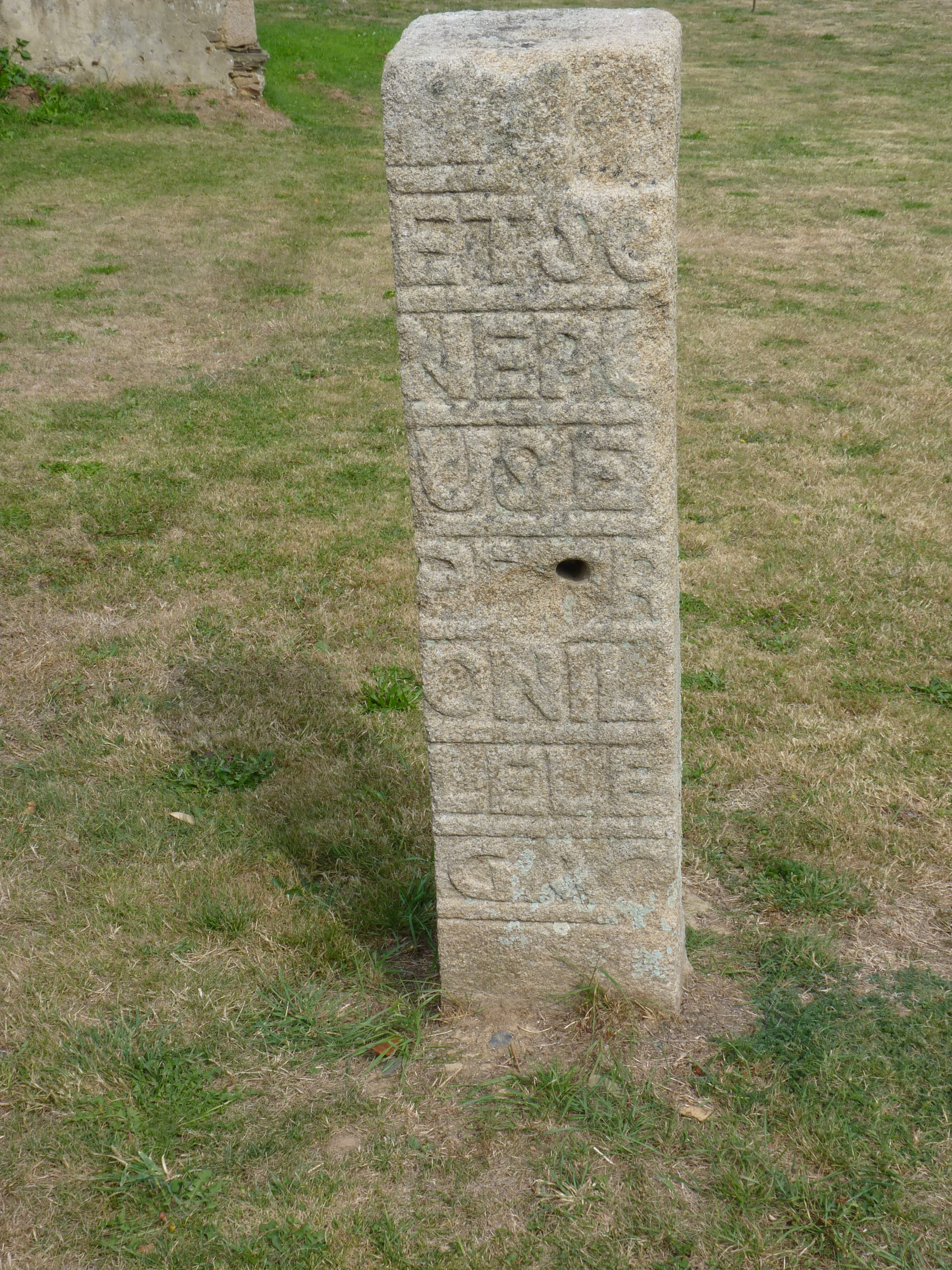
Tombe de la fin du XVIIIe siècle.
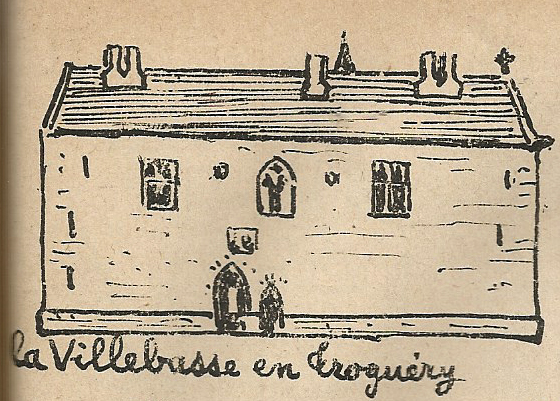
La façade arrière (dessin de Frotier de la Messelière.)